# Isabella Moore
Pour les articles homonymes, voir Moore.
Isabella Mary Moore, née le 23 octobre 1894 à Glasgow et morte le 7 mars 1975 à Baltimore, est une nageuse britannique.

## Biographie
Aux Jeux olympiques de 1912 à Stockholm, Isabella Moore remporte la médaille d'or du relais 4x100 mètres nage libre avec Jennie Fletcher, Annie Speirs et Irene Steer, devenant ainsi à l'âge de 17 ans la plus jeune Britannique médaillée d'or à des Jeux d'été. Elle est par contre éliminée en séries du 100 mètres nage libre.